# Monty Python and the Holy Grail
Monty Python and the Holy Grail is een komische film uit 1975. De film werd geschreven, geproduceerd en geregisseerd door de komediegroep Monty Python. De film werd uitgebracht tussen de derde en de laatste serie van de populaire BBC-televisieserie Monty Python's Flying Circus. De eerste film van de groep, And Now for Something Completely Different, was een compilatie van sketches uit de televisieserie; Holy Grail bestaat echter uit enkel origineel materiaal. De film is een losse parodie op de legende van koning Arthurs zoektocht naar de Heilige Graal en is nog steeds een zeer populaire cultfilm.

## Verhaal
The Holy Grail heeft een verhaallijn bestaande uit episoden, in een stijl gebaseerd op de sketches van de Monty Pythontelevisieserie. Een groot deel van het verhaal wordt verteld in afzonderlijke delen, slechts verbonden door het doorlopende verhaal van de zoektocht naar de Heilige Graal en Terry Gilliams animaties. Ook een steeds terugkerend thema is de vraag of zwaluwen in staat zijn kokosnoten te dragen. Dit omdat de ridders in de film niet op paarden rijden, maar kokosnoten tegen elkaar slaan en zo het hoefgetrappel van paarden nadoen. Hoe die kokosnoten in het middeleeuwse Engeland zijn beland weet niemand, vandaar de vraag.

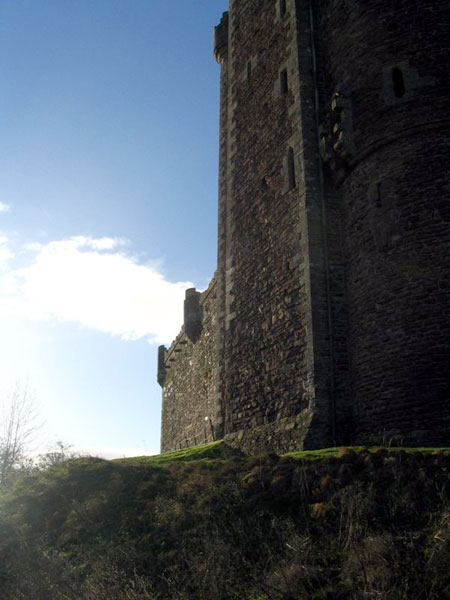
De openingsscène van Monty Python and the Holy Grail speelt zich af aan de oostelijke muur van Doune Castle in het Schotse dorpje Doune.

De film begint met koning Arthur, die samen met zijn helper het land doorreist op zoek naar ridders die bereid zijn hem te volgen. Hij stuit echter op tegenstand van anarchosyndicalistische boeren die hem niet als koning aanvaarden. Ook komt hij in conflict met een zwarte ridder, die zonder enige bekende reden een klein bruggetje bewaakt en niemand erlangs wil laten. De koning hakt het ene na het andere ledemaat van de zwarte ridder af, maar deze weigert zich gewonnen te geven. (Arthur: "Kijk, stomme idioot, je hebt geen armen meer over!" Zwarte ridder: "'t Is maar een vleeswond …") Ondanks dat de zwarte ridder voorstelt het dan maar op een gelijkspel te gooien loopt Arthur door terwijl de zwarte ridder, zonder armen of benen, de koning voor een lafaard uitmaakt.
Uiteindelijk komen ze in een stad, waar een menigte net een heks heeft gevonden (althans, dat beweren ze). Er wordt een godsoordeel uitgevoerd, de vrouw komt op een heksenwaag en wordt samen met een eend gewogen. De menigte is namelijk tot de conclusie gekomen dat hout en eenden blijven drijven op water. Hier vindt Arthur zijn ridders: Sir Lancelot the Brave, Sir Galahad called both the Chaste and the Pure, Sir Robin the Not-Quite-So-Brave-As-Sir-Lancelot, Sir Bedevere the Wise en ten slotte Sir Not-Appearing-In-This-Film (die, zoals zijn naam al aangeeft, in de rest van de film niet meespeelt). Al snel krijgt de groep van (een getekende) God de opdracht om de Heilige Graal te vinden.
Hun zoektocht leidt hen naar een kasteel, dat blijkt te zijn bewoond door een groep brutale Fransen. (Arthur: "Wat doen jullie hier?" Fransman: Bemoei je met je eigen zaken!). Deze bespotten de Britten met allerlei scheldwoorden ("Je moeder was een hamster en je vader stinkt naar vlierbessen!") en omdat de ridders niet weggaan, worden ze bekogeld met dieren. De poging van Arthur en zijn ridders om het kasteel in te nemen via een "Konijn van Troje" (weer eens wat anders dan een paard) mislukt, omdat ze vergeten om erin plaats te nemen en in hun vluchtpoging doodt een van de ridders een beroemde historicus uit de jaren 70.
Na deze nederlaag splitst de groep op. Sir Robin, begeleid door een paar minstrelen, ontmoet een driekoppige reus en vlucht uit angst weg. Iets waar zijn minstrelen vervolgens over blijven doorzingen. Galahad belandt in Kasteel Miltvuur, dat bewoond wordt door bloedmooie vrouwen. Voor een normale ridder een paradijs, maar voor de kuise Galahad een kwelling. Net als hij zijn kuisheid op wil geven, wordt hij "gered" door Sir Lancelot. Arthur en Bedevere lopen in een bos de gevreesde Ridders die "Ni" zeggen, tegen het lijf. De ridders, wier "Ni"-geroep iedereen angst aanjaagt, willen het duo pas doorlaten als ze hen een bloemenperkje brengen. Arthur en Bedevere gaan op dit vreemde verzoek in, maar dan veranderen de ridders hun naam in de Ridders die "Eky-eky-eky-eky-p'Kang! Zoop-boing gonzourrrwringmm" zeggen en eisen nog meer. Gelukkig duiken Sir Robin en zijn minstrelen op, en jagen de Ridders weg door gebruik te maken van het enige woord waar de Ridders zelf niet tegen kunnen: "Het" (it). Sir Lancelot ten slotte ontvangt een brief geschreven door iemand die "vast wordt gehouden in Moeraskasteel en gedwongen wordt te trouwen". Ervan uitgaand dat het een jonkvrouw in nood betreft, bestormt hij Moeraskasteel, verstoort de bruiloft, doodt een aantal gasten, en dringt de toren binnen. Daar ontdekt hij dat de schrijver van de brief ("gewoon prins Herbert") de muzikale zoon van de koning van Moeraskasteel is. De koning zelf is uiteraard woedend over Lancelots aanval, maar als hij verneemt dat Lancelot een ridder van de Ronde Tafel is, is alles weer goed. ("Laten we niet gaan kibbelen over wie wie vermoord heeft")
De groep komt uiteindelijk weer bij elkaar. Tijdens hun tocht zijn ze gedwongen Robins minstrelen op te eten (tot ieders genoegen). Uiteindelijk ontmoeten ze een tovenaar genaamd Tim. Hij leidt hen naar een grot waar ze doorheen moeten. De grot wordt echter bewaakt door een wit konijntje, dat een bloeddorstig monster blijkt te zijn en een paar ridders doodt. Uiteindelijk verslaan ze hem met de Heilige Handgranaat van Antiochië. In de grot vinden ze een boodschap die hen verwijst naar "het kasteel van.... Arrghhh." (de schrijver stierf dus op dat moment, dus ze weten niet welk kasteel bedoeld wordt) In de grot huist echter een nog erger monster: het getekende Zwarte Beest van Arrghhh. Het verslindt broeder Maynard, maar de ridders worden gered wanneer de tekenaar, Terry Gilliam, overlijdt aan een hartaanval en het monster dus moet stoppen.
|                                  |  |                            |
| "Wat bedoel je, een Afrikaanse … |  | … of een Europese zwaluw?" |

Aan de andere kant van de grot bevindt zich de Brug des Doods, bewaakt door de Oude Man uit Scène 24. Hij stelt elk van de ridders drie vragen, en bij een fout antwoord wordt de ridder in kwestie in het ravijn geworpen. Lancelot haalt de overkant. De overige ridders worden echter in het ravijn geworpen. Wanneer het Arthurs beurt is, krijgt hij wederom de bekende vraag Wat is de vliegsnelheid van een onbeladen zwaluw?. Arthurs antwoord is eveneens een vraag: Wat bedoel je, een Afrikaanse of een Europese zwaluw?. Aangezien de oude man dit niet weet, wordt hij zelf in het ravijn gegooid, en kunnen Arthur en Sir Bedevere naar de overkant.
Aan de overkant blijkt Lancelot te zijn verdwenen (gearresteerd door de politie uit de jaren 70, terwijl Lancelot onschuldig is). Arthur belandt uiteindelijk bij het kasteel waar de graal zou zijn (zie Castle Stalker), maar de Fransen uit het begin van de film zijn hem voor geweest. Woedend roept Arthur een heel leger (dat opeens uit het niets komt aanzetten) te hulp voor een aanval op het kasteel. Echter, net op dat moment komt de Britse politie tussenbeide om Arthur te arresteren voor de moord op de historicus, terwijl Arthur niet verantwoordelijk was voor de moord.

## Rolverdeling
| Acteur          | Personage |
| --------------- | --- |
| Graham Chapman  | Koning Arthur, Stem van God, middelste hoofd van driekoppig monster |
| John Cleese     | Sir Lancelot (de dappere), De Zwarte Ridder, Tim de Tovenaar, Franse spottende bewaker, boer                                                                            |
| Eric Idle       | Sir Robin (niet bepaald zo dapper als Sir Lancelot), Broeder Maynard, Dodenverzamelaar, Roger the Shrubber, boer, Concorde (hulpje van Lancelot )                       |
| Terry Gilliam   | Sir Bors, Patsy, Groene Ridder, Tekenaar, Oude man uit Scène 24 |
| Terry Jones     | Sir Bedevere, Prins Herbert, Dennis' moeder, linkerhoofd van driekoppig monster                                                                                         |
| Michael Palin   | Sir Galahad (de Zuivere), Koning van Moeraskasteel, broeder Maynards broeder, Dennis, rechterhoofd van driekoppig monster, boer, leider van de Ridders die "Ni!" zeggen |
| Connie Booth    | De Heks |
| Carol Cleveland | Zoot, Dingo |
| Neil Innes      | Eerste monnik, zingende minstreel, page die verpletterd wordt door het konijn, boer                                                                                     |
| John Young      | Historicus |
| Rita Davies     | Vrouw van de historicus |

## Achtergrond

### Overzicht
Monty Python was beroemd vanwege het parodiëren van televisie- en filmformats, vaak met nepcontinuïteitaankondigingen, of met de openingstiteling als onderdeel van de humor. Als voortzetting hiervan stonden op de openingstiteling van Holy Grail enkele fictieve regisseurs, zoals "40 speciaal getrainde Ecuadoraanse berglama's, 6 Venezolaanse rode lama's, 148 Mexicaanse schreeuwende lama's, 14 Noord-Chileense Guanaco's (naaste familie van de lama), Reg lama van Brixton, en 76.000 batterijlama's van "Llama Fresh Farms Ltd" vlak bij Paraguay". Dit duurde bijna tien minuten, en volgens het commentaar op de dvd was dit inbegrepen om de kosten van de film te beperken. De openingstitels van Holy Grail hebben (onechte) Zweedse ondertitelingen en vele verwijzingen naar elanden. De film heeft geen aftiteling, enkel drie minuten lang een zwart scherm met orgelmuziek.
De film werd geregisseerd door Terry Jones en Terry Gilliam. Gilliam was ook verantwoordelijk voor de animatie. Jones en Gilliam acteren ook in de film naast de andere Pythonacteurs John Cleese, Michael Palin, Eric Idle en Graham Chapman en zijn in verschillende rollen te bewonderen. Ook liedjesschrijver Neil Innes, John Cleese' toenmalige vrouw Connie Booth, en Carol Cleveland, die ook enkele keren in de televisieserie had gespeeld, hebben cameo's.
De film werd deels gefinancierd met donaties van de rockgroepen Jethro Tull, Pink Floyd en Led Zeppelin. Het budget bedroeg slechts £230.000. Dat hield wel in dat echte paarden te duur waren, en daarom wordt met halve kokosnoten paardengetrappel nagebootst.

### Status
Monty Python and the Holy Grail is wereldwijd de beroemdste en populairste Monty Pythonfilm. In vergelijking met de tv-serie en de andere Pythonfilms is Holy Grail toegankelijker en minder controversieel.

### Videoversies
Onder de vele videoversies van Monty Python and the Holy Grail is de "Speciale Editie"-dvd het meest aanbevolen vanwege de lange lijst extra's, waaronder twee commentaarbanden, documentaires over de film, het "Camelotlied" gezongen door LEGO-mannen en "Ondertiteling voor mensen die de film niet leuk vinden", bestaande uit regels uit Shakespeares Henry IV, speciaal geselecteerd om te passen bij de dialoog van de film.
De Speciale Editie bevat "The Quest for the Holy Grail Locations" welke plaatsen in Schotland toont die gebruikt zijn in de film. Vele scènes zijn gefilmd in of rond Doune castle, "Scene 24" en de "Grot van Caerbannog" waren dicht bij Loch Tay vlak bij Killin, en de "Brug des Doods" was in Glen Coe. In de gevechtsscène zijn de beelden richting "Castle Aaaargh" gefilmd bij Castle Stalker, maar de beelden de andere kant op, richting het enorme leger, zijn later gefilmd bij Stirling toen ze genoeg mensen bij elkaar hadden.

### Verwijzingen in computerspelletjes
Een aantal computerspellen brengen hommages aan de film:
- In Conquests of Camelot zit een zogeheten Easter egg. Als de gebruiker in de schatkamer "ask about ham and jam and spam a lot" intypt verschijnen er drie ridders op het scherm die dansen op het "Spamalot"thema. Er verschijnt dan een tekstvenster dat meldt dat deze Easter egg opgedragen is aan Graham Chapman.
- In Quest for Glory I stelt een waterspuwer de gebruiker vragen, geïnspireerd door de Brug des Doodsscène. In deel IV van de serie verschijnt de "killer rabbit" als een monster.
- Het computerspel Heroes of Might and Magic III van New World Computing heeft een aantal codes die allen verwijzingen zijn naar deze film. Alle codes beginnen met "nwc", de initialen van de maker, gevolgd door de verwijzing. Bijvoorbeeld "nwcshrubbery" (een verwijzing naar Arthurs ontmoeting met de Ridders die Ni zeggen) geeft de gebruiker 100.000 goud en 100 van alle grondstoffen. De code nwcalreadygotone geeft de speler een volledige Graalkaart, met nwcsirrobin verlies je het spel onmiddellijk en nwccoconuts geeft je oneindige beweging. Er zijn nog vele andere codes in het spel en ze verwijzen allemaal naar deze komische klassieker.
- In Warcraft III: Reign of Chaos van Blizzard Entertainment zijn vele "irriteerberichten" (welke worden gesproken als je meerdere keren klikt op een mens) van het menselijk ras Monty Pythonverwijzingen. Sommige boeren bijvoorbeeld zeggen "we found a witch, may we burn her?" (we hebben een heks gevonden, mogen we haar verbranden?) of "help, help, I'm being repressed!" (help, help, ik word onderdrukt!) Sommige ridders zeggen "I'm a knight, and I never say Ni!" (ik ben een ridder, en ik zeg nooit Ni!)
- In de Wormsspellen Armageddon en World Party is de Heilige Handgranaat een van de krachtigste wapens, welke een enorme explosie geeft na het horen van Hallelujah van Händel.
- In Fallout 2 bevindt zich een parodie op de Brug des Doods, welke ongeveer dienstdoet zoals in de film (de speler krijgt duizenden punten schade in plaats van het ravijn in te vliegen). Hoewel de speler simpelweg door kan lopen wordt hij aangemoedigd een vraag fout te beantwoorden. Het gewaad dat de Brughouder draagt is sterker dan de meeste pantsers in het spel.
- In Fallout 2 bevindt zich nog een parodie, maar deze heeft geen functie. De speler ontdekt een grote groep ridders die een Krachtpantser dragen en de speler vragen of hij de Heilige Handgranaat heeft gevonden. Het is echter niet mogelijk deze te vinden.
- In Guild Wars zijn er ook een aantal verwijzingen naar de film.
  1. De scène met het konijn is terug te vinden in Eye of the North.
  2. Een geallieerde vriend (Vael) zegt zijn favoriete kleur.
  3. het "Monster van Arrgggh" is te vinden in de Domain of Anguish.
  4. Er is ook een "kracht" naar het zinnetje vernoemd waar de zwarte ridder met koning Arthur vocht; "It's just a Flesh Wound" en "None Shall Pass".
  5. Er is ook een queeste die naar Monty Python verwijst: hier moet de speler een verkoper helpen die een banaanzeis heeft gestolen van een landheer. Deze verkoper komt er echter achter dat de koper de landheer zelf is. Naast dat trekt de banaanzeis alle draken in de buurt aan wat het alleen maar lastiger maakt. De zin: "But, a pointed stick … now that's a weapon" is een verwijzing naar de Pythonsketch "Self Defense Against Fresh Fruit."

### Verwijzingen in televisieseries en andere zaken
- In de South Parkaflevering Red Hot Catholic Love zit een eerbetoon aan de 'Brug des Doods'. Ook andere Monty Pythonfilms en sketches worden geregeld geparodieerd in South Park.
- In The Simpsonsaflevering Homer Goes to College vertellen Homers studiegenoten hem de 'ergste Monty Pythongrap' en citeren hierbij kort The Knights Who Say "Ni".
- Monty Python and the Holy Grail is geparodieerd als een LEGO-film.
- In 1999 is een Monty Pythonbier op de markt gebracht: Monty Python's Holy Grail, met de letters 'Gr' doorgestreept. ('Ale' is Engels voor bier)
- Op 17 maart 2005 beleefde de musical Spamalot zijn première in het Shubert Theater op Broadway in New York. Deze musical, met sterren als David Hyde Pierce en Tim Curry in de hoofdrollen, werd bedacht door Mike Nichols in samenwerking met de overgebleven Monty Pythonleden en is voornamelijk gebaseerd op het verhaal van de film Monty Python and the Holy Grail.

## Prijzen en nominaties
- In 1976 werd Monty Python and the Holy Grail genomineerd voor een Hugo Award voor "Best Dramatic Presentation"
- In 2001 werd de film genomineerd voor een Video Premiere Award voor "Best Audio Commentary".